# Campionats del món de ciclocròs de 2008
Els Campionats del món de ciclocròs de 2008 foren la 59a edició dels mundials de la modalitat de ciclocròs i es disputaren el 26 i 27 de gener de 2008 a Treviso, Vèneto, Itàlia. Foren quatre les proves disputades.

## Resultats

### Homes
| Proves  | Or              | Plata          | Bronze            |
| Elit    | Lars Boom       | Zdeněk Štybar  | Sven Nys          |
| Sub-23  | Niels Albert    | Aurélien Duval | Claudio Cominelli |
| Júniors | Arnaud Jouffroy | Peter Sagan    | Lubomír Petruš    |

### Dones
| Prova | Or                | Plata        | Bronze             |
| Elit  | Hanka Kupfernagel | Marianne Vos | Laurence Leboucher |

## Classificacions

### Cursa masculina
| Pos. | Ciclista            | País          | Temps   |
| ---- | ------------------- | ------------- | ------- |
|      | Lars Boom           | Països Baixos | 1:05.27 |
|      | Zdeněk Štybar       | Txèquia       | + 0.05  |
|      | Sven Nys            | Bèlgica       | + 0.06  |
| 4.   | Erwin Vervecken     | Bèlgica       | + 0.09  |
| 5.   | Radomír Šimůnek     | Txèquia       | + 0.10  |
| 6.   | Marco Fontana       | Itàlia        | m.t.    |
| 7.   | Sven Vanthourenhout | Bèlgica       | m.t.    |
| 8.   | Christian Heule     | Suïssa        | + 0.12  |
| 9.   | John Gadret         | França        | m.t.    |
| 10.  | Klaas Vantornout    | Bèlgica       | m.t.    |

### Cursa femenina
| Pos. | Ciclista                   | País          | Temps  |
| ---- | -------------------------- | ------------- | ------ |
|      | Hanka Kupfernagel          | Alemanya      | 45.15  |
|      | Marianne Vos               | Països Baixos | + 0.13 |
|      | Laurence Leboucher         | França        | + 0.17 |
| 4.   | Christel Ferrier-Bruneau   | França        | + 0.26 |
| 5.   | Maryline Salvetat          | França        | + 0.52 |
| 6.   | Mirjam Melchers-van Poppel | Països Baixos | + 0.58 |
| 7.   | Wendy Simms                | Canadà        | + 1.04 |
| 8.   | Daphny van den Brand       | Països Baixos | + 1.09 |
| 9.   | Rachel Lloyd               | Estats Units  | + 1.23 |
| 10.  | Caroline Mani              | França        | + 1.42 |

### Cursa masculina sub-23
| Pos. | Ciclista           | País          | Temps  |
| ---- | ------------------ | ------------- | ------ |
|      | Niels Albert       | Bèlgica       | 51.11  |
|      | Aurélien Duval     | França        | + 0.38 |
|      | Cristian Cominelli | Itàlia        | + 0.46 |
| 4.   | Jonathan Lopez     | França        | + 0.47 |
| 5.   | Clément Bourgoin   | França        | + 0.48 |
| 6.   | Lukáš Klouček      | Txèquia       | + 0.53 |
| 7.   | Fabio Ursi         | Itàlia        | + 1.05 |
| 8.   | Guillaume Perrot   | França        | + 1.31 |
| 9.   | Paul Voss          | Alemanya      | + 1.39 |
| 10.  | Ramon Sinkeldam    | Països Baixos | + 1.39 |

### Cursa masculina júnior
| Pos. | Ciclista        | País         | Temps  |
| ---- | --------------- | ------------ | ------ |
|      | Arnaud Jouffroy | França       | 40.30  |
|      | Peter Sagan     | Eslovàquia   | + 0.01 |
|      | Lubomír Petruš  | Txèquia      | + 0.04 |
| 4.   | Elia Silvestri  | Itàlia       | + 0.54 |
| 5.   | Matthias Rupp   | Alemanya     | + 0.55 |
| 6.   | Pierre Garson   | França       | + 1.07 |
| 7.   | Stef Boden      | Bèlgica      | + 1.08 |
| 8.   | Sean De Bie     | Bèlgica      | + 1.11 |
| 9.   | Jonathan Cessot | França       | m.t.   |
| 10.  | Luke Keough     | Estats Units | + 1.12 |

## Medaller
| Pos. | País          | Or | Plata | Bronze | Total |
| 1    | França        | 1  | 1     | 1      | 3     |
| 2    | Països Baixos | 1  | 1     | 0      | 2     |
| 3    | Bèlgica       | 1  | 0     | 1      | 2     |
| 4    | Alemanya      | 1  | 0     | 0      | 1     |
| 5    | Txèquia       | 0  | 1     | 1      | 2     |
| 6    | Eslovàquia    | 0  | 1     | 0      | 1     |
| 7    | Itàlia        | 0  | 0     | 1      | 1     |